# Vsevolod Ivanov

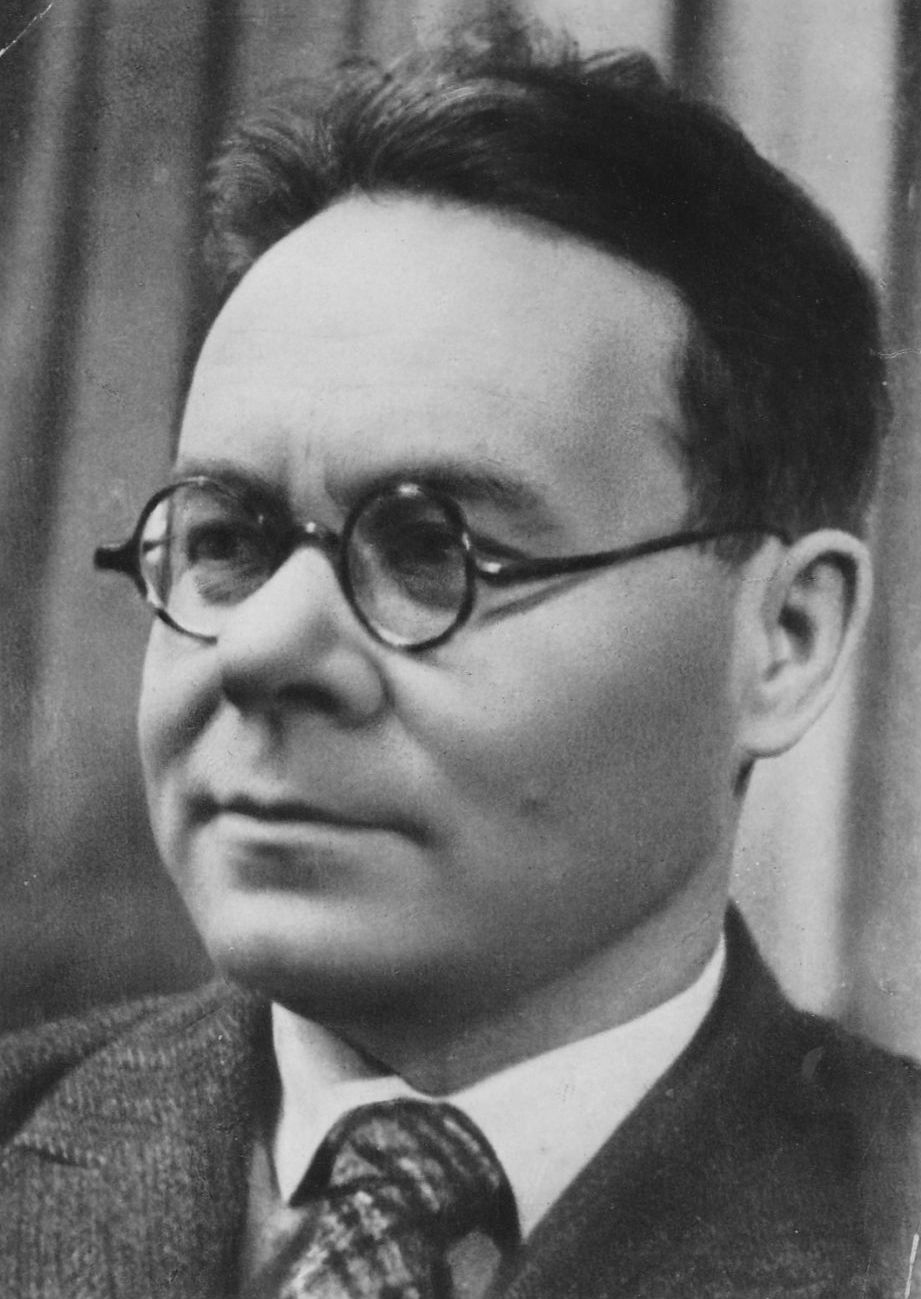
Vsevolod Ivanov

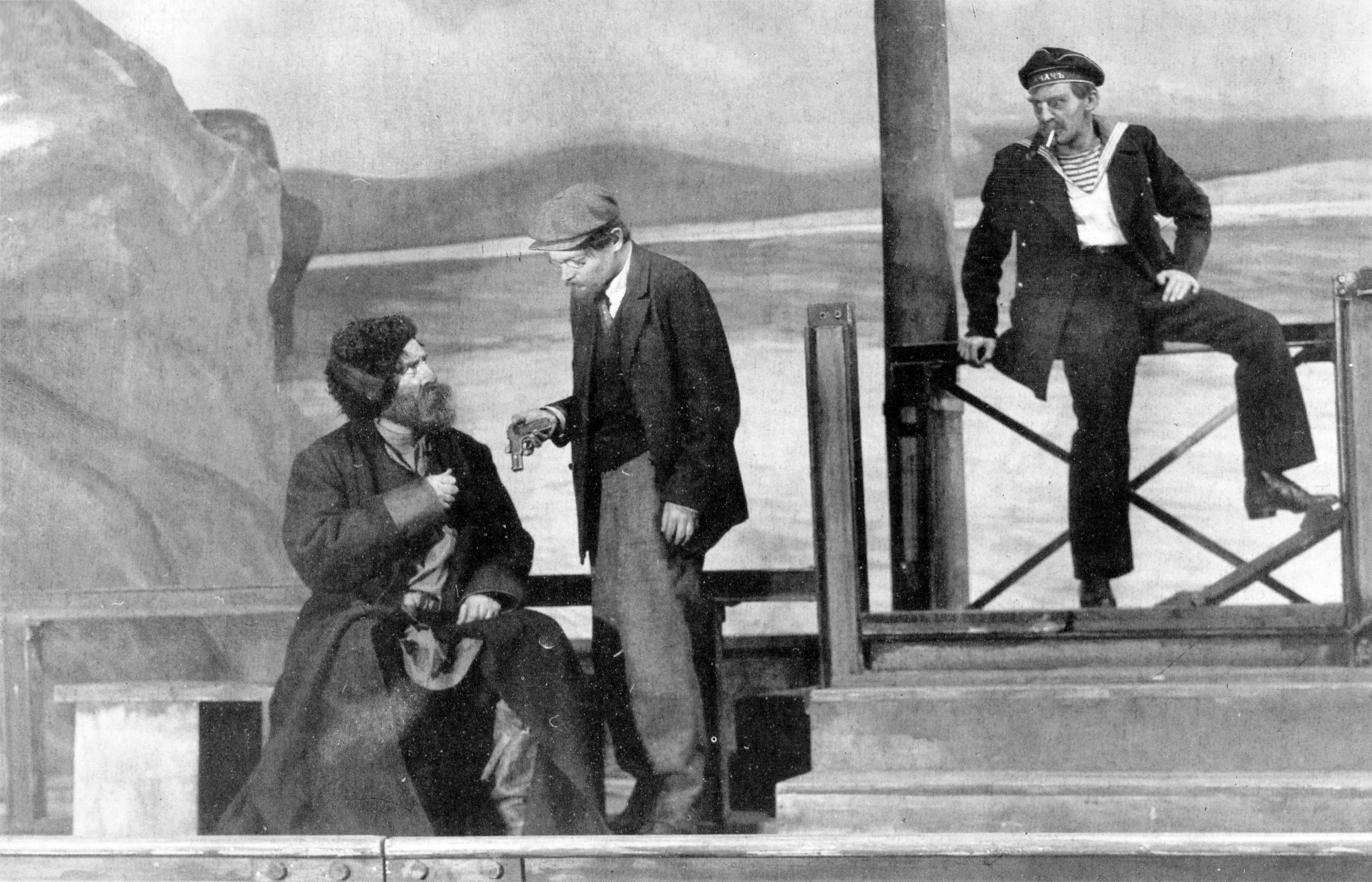
Theateruitvoering van Ivanov's Pantsertrein 1469, Moskouse Kunsttheater, regie Stanislavski (nov.'27)

Vsevolod Vjatsjeslavovitsj Ivanov (Russisch: Все́волод Вячесла́вович Ива́нов) (Semipalatinsk, 24 februari 1895 – Moskou, 15 augustus 1963) was een Russisch schrijver.

## Leven en werk
Ivanov was zoon van een onderwijzer, werd matroos, werkte in het circus en in een drukkerij, en nam deel aan de Russische Burgeroorlog in Siberië. Deze laatste ervaring liet hij later veelvuldig terugkomen in zijn werk, onder meer in zijn bekendste werken Partijgenoten (1921), Pantsertrein 1469 (1922) en Parchomenko (1939).
In de jaren twintig was Ivanov een van de medeoprichters van de modernistische en onafhankelijke literaire groep de Serapionbroeders, maar na de jaren twintig voegde ook hij zich geleidelijk naar de Sovjetideologie. Nadat hij kritiek kreeg dat zijn in zijn romans het instinct zegevierde boven de ideologie en dat onduidelijk bleef of nu de Roden of de Witten de helden waren, herschreef hij zijn roman Pantsertrein 1469 tot toneelstuk (1927), daarbij de rol van de communistische partij meer benadrukkend. Later bewerkte hij ook zijn roman Parchomenko, na kritiek dat het te pessimistisch was. Het typeert de voortdurende ideologische worsteling van Ivanov binnen het Sovjetsysteem.